# Bessemer (Zutendaal)
Bessemer (ook: Besmer) is een gehucht in de Belgische gemeente Zutendaal en telde 507 inwoners in 2008.
Het gehucht, gelegen op het Kempens Plateau, ontwikkelde zich langs de N77 die Zutendaal met Lanaken verbindt.
Bessemer behoort tot de gemeente Zutendaal, maar ligt vrijwel tegen de gemeentegrens met Lanaken. Ten noordwesten bevinden zich het centrum van Zutendaal en het gehucht Gewaai. Het gehucht Stalken is gelegen ten westen van Bessemer. Ten oosten van Bessemer vindt men te midden van bossen, op het grondgebied van Lanaken, het voormalig sanatorium Onze-Lieve-Vrouw ter Dennen.
Gehuchten: Bessemer · Broek · Daal · Gewaai · Papendaal · Roelen · Stalken · Wiemesmeer

Belgische gemeenten · Arrondissement Tongeren · Limburg · Vlaanderen